# Didier Bellens
Didier Bellens (9 juni 1955 – 28 februari 2016) was een Belgische zakenman. Bellens was van 2003 tot 2013 gedelegeerd bestuurder van Belgacom, het grootste telecombedrijf van België.

## Biografie
Bellens studeerde management engineering aan de Université libre de Bruxelles. Hij studeerde in 1978 af als commercieel ingenieur.
Zijn carrière startte hij in 1978 bij Deloitte. In 1981 werd hij financieel directeur bij de Groupe Bruxelles Lambert (GBL), waar dat jaar ook Albert Frère zijn intrede deed. Bellens oefende deze functie tot 1985 uit. Daarna werd hij adjunct-directeur bij het Zwitserse Pargesa van Frère en Desmarais. In 1992 keerde hij terug naar de GBL als algemeen directeur, waar hij betrokken was bij de dossiers rond de Bank Brussel Lambert (opgegaan in ING) en Royale Belge (in 1999 gefuseerd met AXA). In 2001 werd hij CEO bij de RTL Group.

### Belgacom
Op 14 februari 2003 trad hij definitief uit de schaduw van Frère en werd hij gedelegeerd bestuurder bij telecombedrijf Belgacom, waar hij de onverwachts overleden John Goossens opvolgde. Bellens oogstte er lof vanwege zijn capaciteiten, maar ontving ook kritiek. Vooral afstandelijkheid en beperkte sociale vaardigheden werden hem verweten. Ook zijn hoge salaris en de overname van Telindus, waar Bellens aandeelhouder was, door Belgacom leverden hem kritiek op. Desondanks werd zijn mandaat in 2009 verlengd. In 2011 kwam hij in opspraak in een zaak van passieve corruptie. Begin november 2011 moest hij voor een kamercommissie verschijnen omwille van een affaire rond een ontslag en herbenoeming van een persoonlijke assistente.
Begin oktober 2013 raakte Bellens opnieuw betrokken in een zaak van belangenconflict, dit keer bij de geplande verkoop van Belgacomgebouwen aan een immobiliënvennootschap waar hij zelf bestuurder was. Hierop werd een parlementaire hoorzitting georganiseerd. Bellens raakte hierdoor zijn politieke steun kwijt. Hij werd op 15 november 'om dringende redenen' ontslagen als baas van Belgacom.

### Panama Papers
In april 2016 dook Bellens' naam op in het dossier van de Panama Papers. In april 2017 raakte bekend dat het parket van Brussel het opsporingsonderzoek naar Bellens in het kader van de Panama Papers had gestaakt omwille van zijn overlijden in februari 2016.

### Overige functies
- Lid van de raden van bestuur van Belgacom ICS, AXA België, CVC België, Telindus Group, Proximus, Scarlet NV, Tango en Immobel
- Lid van de raad van bestuur van VOKA (de Vlaamse Kamer van Koophandel en Industrie)
- Lid van de Internationale Adviesraad van de New York Stock Exchange
- Lid van de Raad van Bestuur van de Erasmus Foundation en de ULB Foundation
- Vicevoorzitter van Adviesgroep van de Solvay Business School